# Young Soul Rebels
Die Young Soul Rebels waren ein britisches einmaliges Benefiz-Musikprojekt zugunsten der Organisation War Child.
Im Sommer 2009 kamen einige Stars der britischen Urban-Music-Szene zusammen, um für Unterstützung für War Child zu werben, die sich für Kinder in Kriegsgebieten und gegen ihren Missbrauch als Kindersoldaten einsetzen. Die N-Dubz, Pixie Lott, Tinchy Stryder, Frankmusik, V. V. Brown, Kid British, Chipmunk, Mpho, McLean, Ironik, Domino Go, Bashy, Egypt und der London Community Gospel Choir nahmen dazu den Song I Got Soul auf. Der Titel stammt aus dem Lied All These Things That I’ve Done von den Killers und heißt vollständig „I got soul, but I’m not a soldier“, zu Deutsch „ich habe eine Seele, aber ich bin kein Soldat.“ Der Song war zuvor bei der von War Child veranstalteten Afterparty der Brit Awards gemeinsam von den Killers mit Coldplay, U2 und Take That aufgeführt worden. Auch musikalisch diente der Killers-Song als Bestandteil des gemeinsamen Stücks.
I Got Soul wurde am 19. Oktober 2009 vom Killers-Label Island Records veröffentlicht und erreichte in Großbritannien Platz 10 und in Irland Platz 19 der Charts. Alle Einnahmen gingen an War Child. Zu dem Projekt gehörten auch vom Designer Henry Holland entworfene T-Shirts mit der Aufschrift I Got Soul.